# Chemin de Bordeblanche
Le chemin de Bordeblanche (en occitan : camin de Bòrda Blanca) est une voie de Toulouse, chef-lieu de la région Occitanie, dans le Midi de la France.

## Situation et accès

### Description
Le chemin de Bordeblanche est une voie publique. Il se trouve dans le quartier des Pradettes, dans le secteur 6 - Ouest.
Il naît perpendiculairement à l'avenue Arthur-Huc. Long de 485 mètres, il est orienté au nord-est. Il rencontre, après 113 mètres, la rue André-Broussin, à gauche, et la rue Daniel-Sorano, à droite. Il se termine après 363 mètres au carrefour du chemin du Ramelet-Moundi. Il est prolongé au nord-ouest par la rue Jacques-Cartier.
La chaussée compte une voie de circulation automobile dans chaque sens. Elle appartient à une zone 30 et la vitesse y est limitée à 30 km/h. Il n'existe pas d'aménagement cyclable.

### Voies rencontrées
Le chemin de Bordeblanche rencontre les voies suivantes, dans l'ordre des numéros croissants (« g » indique que la rue se situe à gauche, « d » à droite) :
1. Avenue Arthur-Huc
2. Rue André-Broussin (g)
3. Rue Daniel-Sorano (d)
4. Chemin du Ramelet-Moundi

### Transports
Les stations de vélos en libre-service VélôToulouse restent relativement éloignées. Les plus proches sont les stations no 276 (1 chemin du Marin) et no 277 (10-12 allée Zamenhof).

## Odonymie
Le chemin tient son nom de la ferme et du domaine de Bordeblanche (bòrda blanca en occitan) qu'il desservait au XVIIe siècle (emplacement de l'actuel no 1). Au milieu du XVIIe siècle, il s'étendait sur 152 arpents, soit presque 90 hectares : des constructions, seul subsiste le pigeonnier, édifié dans le deuxième quart du XIXe siècle (actuel no 8 impasse Daniel-Sorano).

## Patrimoine et lieux d'intérêt
- no  23 : ferme toulousaine (deuxième moitié du XIXe siècle)[3].
- no  25 : maison néobasque (deuxième quart du XXe siècle)[4].
- no  32 : ferme (XVIIIe siècle)[5].